# Gunnar Kaiser
Pour les articles homonymes, voir Kaiser.
 (janvier 2021).
La mise en forme du texte ne suit pas les recommandations de Wikipédia : il faut le « wikifier ».
Les points d'amélioration suivants sont les cas les plus fréquents. Le détail des points à revoir est peut-être précisé sur la page de discussion.
- Les titres sont pré-formatés par le logiciel. Ils ne sont ni en capitales, ni en gras.
- Le texte ne doit pas être écrit en capitales (les noms de famille non plus), ni en gras, ni en italique, ni en « petit »…
- Le gras n'est utilisé que pour surligner le titre de l'article dans l'introduction, une seule fois.
- L'italique est rarement utilisé : mots en langue étrangère, titres d'œuvres, noms de bateaux, etc.
- Les citations ne sont pas en italique mais en corps de texte normal. Elles sont entourées par des guillemets français : « et ».
- Les listes à puces sont à éviter, des paragraphes rédigés étant largement préférés. Les tableaux sont à réserver à la présentation de données structurées (résultats, etc.).
- Les appels de note de bas de page (petits chiffres en exposant, introduits par l'outil «  Source ») sont à placer entre la fin de phrase et le point final[comme ça].
- Les liens internes (vers d'autres articles de Wikipédia) sont à choisir avec parcimonie. Créez des liens vers des articles approfondissant le sujet. Les termes génériques sans rapport avec le sujet sont à éviter, ainsi que les répétitions de liens vers un même terme.
- Les liens externes sont à placer uniquement dans une section « Liens externes », à la fin de l'article. Ces liens sont à choisir avec parcimonie suivant les règles définies. Si un lien sert de source à l'article, son insertion dans le texte est à faire par les notes de bas de page.
- La présentation des références doit suivre les conventions bibliographiques. Il est recommandé d'utiliser les modèles {{Ouvrage}}, {{Chapitre}}, {{Article}}, {{Lien web}} et/ou {{Bibliographie}}. Le mode d'édition visuel peut mettre en forme automatiquement les références.
- Insérer une infobox (cadre d'informations à droite) n'est pas obligatoire pour parachever la mise en page.

Pour une aide détaillée, merci de consulter Aide:Wikification.
Si vous pensez que ces points ont été résolus, vous pouvez retirer ce bandeau et améliorer la mise en forme d'un autre article.
Gunnar Kaiser (né en 1976 à Cologne et mort le 12 octobre 2023) est un écrivain allemand, et blogueur politique et littéraire.

## Biographie
Gunnar Kaiser a étudié la philosophie, la Germanistique et la Romanistique à l' Université de Cologne. Après avoir terminé son Examen d'État, il a travaillé comme professeur d'allemand et de philosophie dans des lycées en Bonn et de Cologne .

## Travaux littéraires: Dans la peau
Son premier roman Unter der Haut (en français : Dans la peau) a été publié en 2018, suivi de l'édition de poche par la maison d'édition allemande Piper en 2019. L'édition française a été publiée en 2020, depuis de traductions dans d'autres langues . 
Dans les trois parties de son premier roman, Kaiser raconte la vie de l'étudiant Jonathan Rosen qui veut apprendre l'art de la séduction, et la vie de son séducteur et mentor Josef Eisenstein. Dans le New York de 1969, le mystérieux et névrosé Eisenstein, à la fois expérimenté et bibliophile, initie l'étudiant naïf en littérature aux aventures de l'amour. Le sur-père narcissique rend l'étudiant complètement dépendant de lui-même en le manipulant selon ses désirs. Au cours de cette présentation de 500 pages, la préhistoire erratique et excentrique d'Eisenstein est élucidée.
Du point de vue de Cornelia Wolters (Neue Ruhr Zeitung), tout est question d'esthétique, de musique classique et pop, de livres et de bibliophilie. Josef Eisenstein, cependant, lui semble parfois "comme une copie de Patrick Süskind de Jean-Baptiste Grenouille" et que la première femme avec laquelle Jonathan Rosen couche s'appelle Gretchen, et le rôle d'Eisenstein comme Faust de Goethe. Mephisto, tout cela lui semble un peu trop exagéré, même si cela est éclairci plus tard." 
Le Wiener Zeitung trouve les descriptions de Kaiser "tridimensionnelles et vivantes". Chapitre après chapitre, on s'enfonce dans des mondes très différents : d'une part, la métropole de New York sous le signe de la Libération sexuelle au plus fort de l' ère du pouvoir des hippies ; d'autre part, le monde juif en déclin de Berlin dans le Drittes Reich. Le critique est tout aussi impressionné par sa connaissance du "Black Art" et sa description des obscurs cercles de collectionneurs des livres. L'auteur est jugé éloquent et sûr de son style, "mais rarement - par exemple dans la caractérisation de l'assistant d'Eisenstein, un mélange de Quasimodo et de Silas, le tueur du "Da Vinci Code - Sacrilege" de Dan Brown, Kaiser exagère trop. "
Dans L'Opinion, Bernard Quiriny déclare que Kaiser mélange le "roman d'initiation" avec la fantaisie bibliophile, combine le thriller avec la fresque historique. Le lecteur plonge parfois dans le Manhattan de Philip Roth et commence parfois une saga populaire à la Carlos Ruiz Zafon. "On se demande s'il a un cours en tête ou s'il suit le fil de son inspiration. Quelques bons coups pour éliminer une centaine de pages ou plus auraient rendu le volume plus digeste et moins confus."

## Positions et critiques
Lors de la pandémie Corona, Kaiser a pris une position critique, son apparition à une manifestation à Munich le 26 juin 2020 a été commentée par Sabine Buchwald ( Süddeutsche Zeitung ) comme constituant un "scénario de menace". Kaiser est censé prétendre que les mesures gouvernementales visent à «l'abolition de l'homme en tant qu'être libre et rationnel». En particulier, Kaiser avait appelé «les intellectuels» à résister à la «répression» et à «l'impératif de la technologie».
Milosz Matuschek ( NZZ et Schweizer Monat ) atteste que Gunnar Kaiser a résumé la contradiction des mesures concernant les funérailles, les écoles, les entreprises et les restaurants en relation avec les manifestations antiracistes de juin 2020. Matuschek y voit un triomphe colossal en faveur des sceptiques vilipendés, qui se demandent à juste titre à quel point le virus est vraiment dangereux.
En ce qui concerne la Cancel culture, Kaiser et Matuschek ont publié le "Appell für freie Debattenräume" (appel pour des espaces de débat libres). Selon lui, la Cancel Culture consiste à utiliser des menaces, des menaces de violence, de la violence réelle, des brimades ou des tempêtes de merde (shitstorm) pour intimider les gens et les forcer à sortir du débat public et les auteurs restent souvent anonymes. Souvent, des tiers sont mis sous pression, par exemple des organisateurs, des éditeurs, des employeurs ou des plateformes, pour faire paraître des personnes inacceptables, derrière leur dos, sans les inclure dans le discours. La nouvelle qualité perçue par Kaiser est un mélange de «politiquement correct» exubérant à l'égard de l'art et de la culture et le manque de protestation contre eux, chaque type de protestation étant politiquement stigmatisé et marginalisé.
La Friedrich Naumann Stiftung  s'est distancée de Gunnar Kaiser après l'avoir engagé à l'origine comme modérateur dans une discussion publique  Par la Fondation Friedrich Naumann, Gunnar Kaiser avait également été critiqué pour avoir travaillé avec des personnalités très controversées de l'extrême droite ignorant le travail de Kaiser également avec l'autre bord du spectre politique et à son tour soulevant des questions sur ce jugement de la Fondation Friedrich Naumann 

## Publications (sélection)
Non fiction
- Avec Florian Radvan: Ödön von Horváth: Geschichten aus dem Wienerwald. Oldenbourg-Verlag 2010. (ISBN 978-3-637-01061-1) [12]

Fiction
- Unter der Haut . Éditeurs Piper 2019.  (ISBN 978-3-492-23856-4)
  - Dans la Peau . Édition Fayard 2020.  (ISBN 978-3-492-23856-4)